# Raúl Mesquita
Raúl Antonio Proença de Marcelino Mesquita (nacido el 12 de mayo de 1949) es un escritor portugués. Se licenció en filosofía por la Universidad Clásica de Lisboa.

## Biografía
Raúl Mesquita nació en Lisboa, donde estudió en el Liceo Francés, seguido por la gramática escuelas Liceu Liceu Camões y D. João de Castro, terminó sus estudios en la Universidad de Lisboa clásica. Nieto de Raul Proença, se marchó de Portugal en junio de 1970 como objetor de conciencia. Después vivió en Bélgica y en el Reino Unido, y fue reconocido como un exiliado político por la ONU en Bruselas en diciembre de 1970.
Regresó a su tierra natal en diciembre de 1974, después de la Revolución Democrática. Ha publicado obras tanto en Psicología y en Filosofía, por ejemplo, un diccionario de Psicología (coautor), Dicionário de Psicología y el Diccionario Crítico de Filosofía, (Dicionário Crítico de Filosofía) único autor, Plátano Editora.
Recientemente ha vuelto a la ficción. En 2007 su novela Estoril 1959 fue publicado por la Imprensa Nacional Casa de la Moneda (Biblioteca de Autores Portugueses).
En 2008 publicó la novela O Pai e os Outros - Uma História de Pequena Doidos, en Publishers Colibri. También en 2008, Publishers Sílabo publicó su traducción, prólogo y notas al pie de las Maximes et Morales reflexiones, de La Rochefoucauld.
Publicó la novela Censurado/Aprovado en Althum en diciembre de 2010 y pronto estará publicado un ensayo sobre El Marqués de Sade.
Raúl Mesquita se centra ahora en sus Memorias, Volumen I, así como en un libro sobre música barroca.
Escribió y transmitió programas del clásico portugués de radio Antena 2. También ha enseñado filosofía, pero ahora pasa su tiempo escribiendo y entregando presentaciones.

## Conferencias
- Wagner, la música y las palabras - Nietzsche, las palabras y la música de 2001.
- El libertinaje Debauche Libertines como un medio de vida en contra de la hipocresía de 2007.
- La alegoría de la Cueva - Un mito? Un espejo de una ilusión? 2007.
- Spinoza y la Libertad, 2007.
- The Libertines y el siglo XVIII, 2008.
- Se organizó una conferencia sobre Raul Proença y el 7 de febrero de 1927 Revolución contra la dictadura portuguesa. El orador ha sido el historiador y profesor de Historia António Reis, 2008.
- Colaboró en la producción de "A Ópera do Malandro", de Chico Buarque (Auditório Camões) en 2007.

## Ficción publicada
- Estoril 1959 [6] (ISBN 978-972-27-1538-6) [5]
- O Pai e os Outros - Uma história de pequena Doidos (ISBN 972-772-828-3)
- Censurado/Aprovado